# Malia Pyles
Malia Leilani Pyles (Huntington Beach, 13 luglio 2000) è un'attrice statunitense, conosciuta al pubblico per aver interpretato Sarah Baskets nella serie televisiva FX Baskets e Minnie "Mouse" Honrada in Pretty Little Liars: Original Sin, reboot dell'omonima serie originale e prodotta da HBO Max.

## Biografia
Malia è nata a Huntington Beach, in California, ed è figlia unica di Richard Pyles, di origine inglese, e Cora C. Pyles, di origini filippine.
Ha cominciato a posare all'età di otto anni. Dopo essere apparsa in un cortometraggio di Susan's Remembrance nel 2011, Malia si è unita alla Young Actor’s Studio, ad Hollywood, dove ha studiato recitazione con insegnanti del calibro di Carol Goldwasser e Lisa Picotte. All'età di quattordici anni ha cominciato a frequentare la Orange County School of the Arts, in contemporanea ha frequentato altri istituti di recitazione come il Bradley Baker, il Broadway on Tour, l'Hollywood Kids, il The Actor’s Circle e l'OC Crazies.

## Carriera
La carriera recitativa di Malia comincia nel 2011 con il cortometraggio Susan's Remembrance. Successivamente ha continuato con altri ruoli in cortometraggi nel corso degli anni, come The Lepidoctor (2012), No Child Left Deprived (2013) e Guests (2014). Nel 2014 ottiene il suo debutto in televisione con il ruolo di Kristen nella limited series Scarlett, mentre a livello cinematografico debutta nel 2015 nei film Bastardi insensibili (The Heyday of the Insensitive Bastards) e Memoria.
Nel 2016 appare in un episodio della serie Nickelodeon Bella e I Bulldogs (Bella and the Bulldogs) come Amanda Jane. Nello stesso anno ottiene il suo primo ruolo ricorrente nella serie commedia prodotta da FX Baskets, dove ricoprirà i panni di Sarah Baskets. Nel 2017 ha continuato a recitare in televisione con piccoli ruoli nelle serie Speechless, The Fosters e Le regole del delitto perfetto (How to Get Away with Murder).
Nel 2020 è apparsa come Parker Torres in Batwoman e l'anno successivo nei cortometraggi The Soot Man and Conjugal Revivification.
La svolta per la giovane attrice avviene nel 2022, quando viene ingaggiata per il ruolo di Minnie "Mouse" Honrada, una delle cinque protagoniste, nella serie televisiva drammatica Pretty Little Liars: Original Sin, prodotta da HBO Max. La serie è stata rinnovata nel settembre 2022 per una seconda stagione e il mese successivo è stato annunciato che cambierà nome, divenendo Pretty Little Liars: Summer School.

## Vita privata
Malia vive in California e si è definita apertamente queer.
Il 24 ottobre 2022 ha confermato la sua relazione con Jordan Gonzalez, co-star di Pretty Little Liars: Original Sin, dopo essere apparsi insieme in un photoshoot di Halloween.

## Filmografia

### Attrice

#### Cinema
- Bastardi insensibili (The Heyday of the Insensitive Bastards), regia di Mark Columbus, Lauren Hoekstra e Sarah Kruchowski (2015)
- Memoria, regia di Vladimir de Fontenay e Nina Ljeti (2015)

#### Televisione
- Scarlett – serie TV, 2 episodi (2014)
- Bella e i Bulldogs (Bella and the Bulldogs) – serie TV, episodio 2x11 (2016)
- Speechless – serie TV, episodio 1x21 (2017)
- The Foster – serie TV, 2 episodi (2017)
- Le regole del delitto perfetto (How to Get Away with Murder) – serie TV, episodio 4x03 (2017)
- Baskets – serie TV, 11 episodi (2016-2019)
- Batwoman – serie TV, 2 episodi (2020)
- Pretty Little Liars: Original Sin – serie TV, 10 episodi (2022-in corso)

#### Cortometraggi
- Susan's Remembrance, regia di Ryan LeMasters (2011)
- The Lepidoctor, regia di Jonathan Barenboim (2012)
- No Child Left Deprived, regia di Mark Manalo (2013)
- Guests, regia di Mark Columbus (2014)
- The Soot Man, regia di Jason Cuadrado (2021)
- Conjugal Revivification, regia di Reed H. Sharp (2021)

## Doppiatrici italiane
Nelle versioni in italiano delle opere in cui ha recitato, Malia Leilani Pyles è stata doppiata da:
- Chiara Oliviero[10] in Pretty Little Liars: Original Sin[11]